# Drăgești
Drăgești è un comune della Romania di 2 515 abitanti, ubicato nel distretto di Bihor, nella regione storica della Transilvania.
Il comune è formato dall'unione di cinque villaggi: Dicănești, Drăgești, Stracoș, Tășad, Topești.